# Hogna irumua
Hogna irumua là một loài nhện trong họ Lycosidae.
Loài này thuộc chi Hogna. Hogna irumua được Embrik Strand miêu tả năm 1913.